# Plagiolepis alluaudi
Plagiolepis alluaudi é uma espécie de formiga do gênero Plagiolepis, pertencente à subfamília Formicinae.